# کلیسای مریم مقدس (واغارشاپات)
کلیسای مریم مقدس (ارمنی: Սուրբ Աստվածածին Եկեղեցի; انگلیسی: Holy Mother of God Church) یک کلیسای جامع حواری ارمنی واقع در واغارشاپات در استان آرماویر، ارمنستان می‌باشد. ساخت و ساز این ساختمان سال ۱۷۶۷ میلادی به پایان رسید. این بنا به سبک معماری ارمنی طراحی شده‌است.